# Parcé-sur-Sarthe
Parcé-sur Sarthe ist eine französische Gemeinde mit 1998 Einwohnern (Stand 1. Januar 2022) im Département Sarthe in der Region Pays de la Loire. Das Gemeindegebiet umfasst 40,58 km². Die Bewohner werden Parcéens und Parcéennes genannt.

## Geographie
Parcé-sur Sarthe liegt am linken Ufer der Sarthe etwa 35 Kilometer südwestlich von Le Mans in der historischen Provinz Maine. Umgeben wird Parcé-sur Sarthe von den Nachbargemeinden Avoise im Norden, Dureil im Nordosten, Malicorne-sur-Sarthe im Osten, Arthezé im Südosten, Le Bailleul im Süden, Louailles im Südwesten, Vion im Westen sowie Solesmes im Nordwesten.

## Geschichte
Bereits in gallo-römischer Zeit existierte der Ort. Der lateinische Name war Parceum und bezeichnete ein Dorf, das einem gewissen Patrice, stammend aus einer römischen Familie im Anjou, gehörte. Hier befand sich eine Brücke, auf der die Römerstraße von Subdunum (Le Mans) nach Combaristum (heute Combré) die Sarthe überquerte.
Eine mittelalterliche Befestigungsanlage sowie fast der gesamte Ort wurden 1370 während des Hundertjährigen Krieges zerstört, als sich die Engländer nach einer verlorenen Schlacht nach Westen zurückziehen mussten. Allein der Turm einer dem Heiligen Petrus geweihten Kapelle (Chapelle Saint-Pierre) aus dem 11. Jahrhundert blieb stehen und steht auch heute noch.
Bis zur Französischen Revolution gehörte der Ort zur Provinz Anjou, erst danach kam er zum neugebildeten Département Sarthe.

## Sehenswürdigkeiten
- Turm Saint-Pierre aus dem 12. Jahrhundert, Überbleibsel der ehemaligen Kirche Saint-Pierre, die 1370 zerstört wurde, seit 1963 als Monument historique eingeschrieben
- Pfarrkirche Saint-Martin aus dem 11. oder 12. Jahrhundert. Zu ihrer Ausstattung gehören zahlreiche Objekte, die in der Base Palissy gelistet sind.
- Calvaire aus dem 18. Jahrhundert, seit 1978 als Monument historique eingeschrieben
- Herrenhaus Rousson aus dem 15. 16. und 18. Jahrhundert, seit 1984 in Teilen als Monument historique eingeschrieben
- Herrenhaus Le Grand Poligné aus dem 15. oder 16. Jahrhundert
- Herrenhaus Le Logis Saint-Martin, heute Pfarrhaus, aus dem 15. oder 16. Jahrhundert, mit Fragmenten einer Wandmalerei im ersten Stock aus dem 15. Jahrhundert
- Vier Wassermühlen über die Sarthe aus dem 17. oder 18. Jahrhundert und aus dem 19. Jahrhundert
- Haus mit einem runden und einem viereckigen Turm aus dem 15. oder 16. Jahrhundert, genannt „Maison Pérottin“

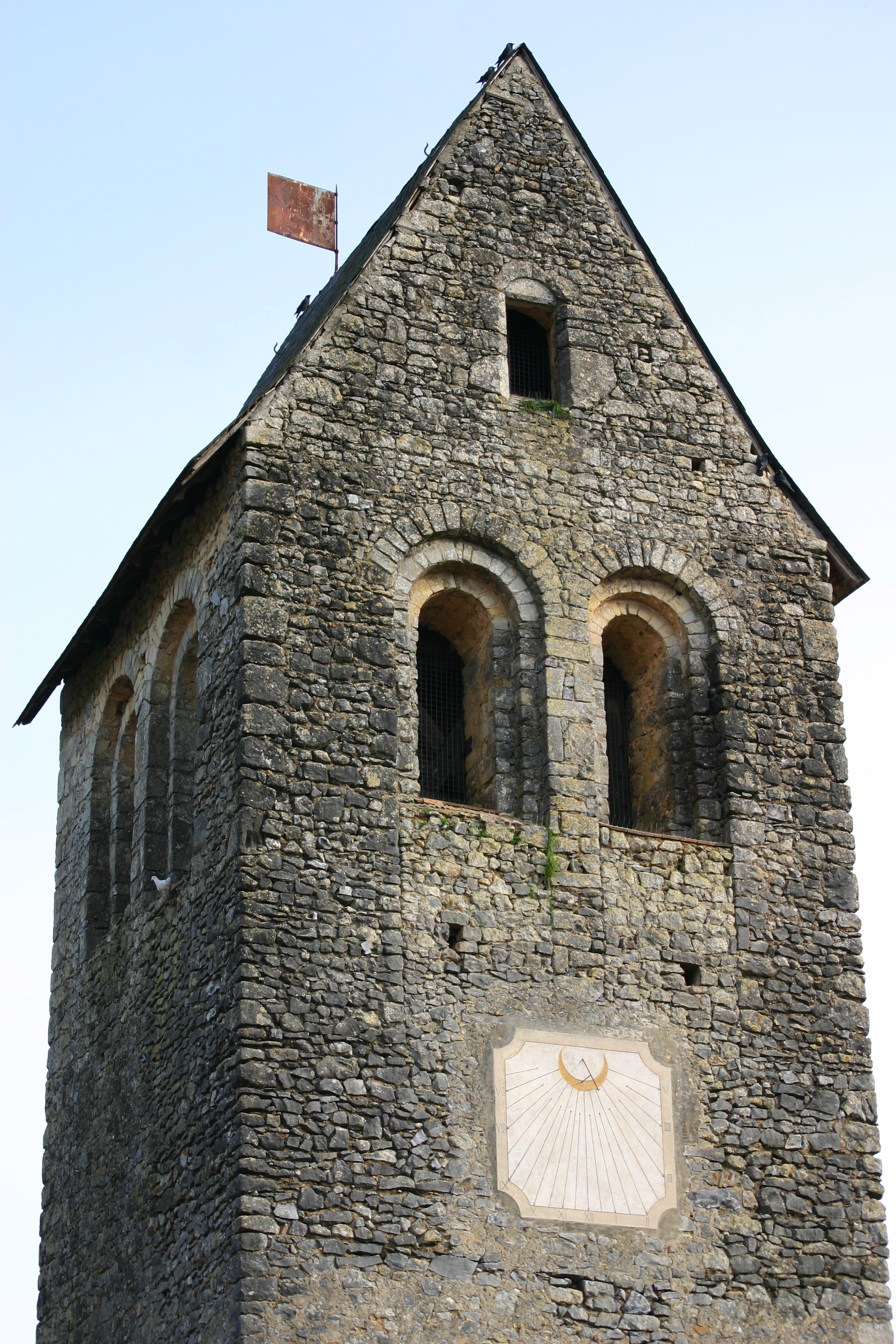
Turm Saint-Pierre
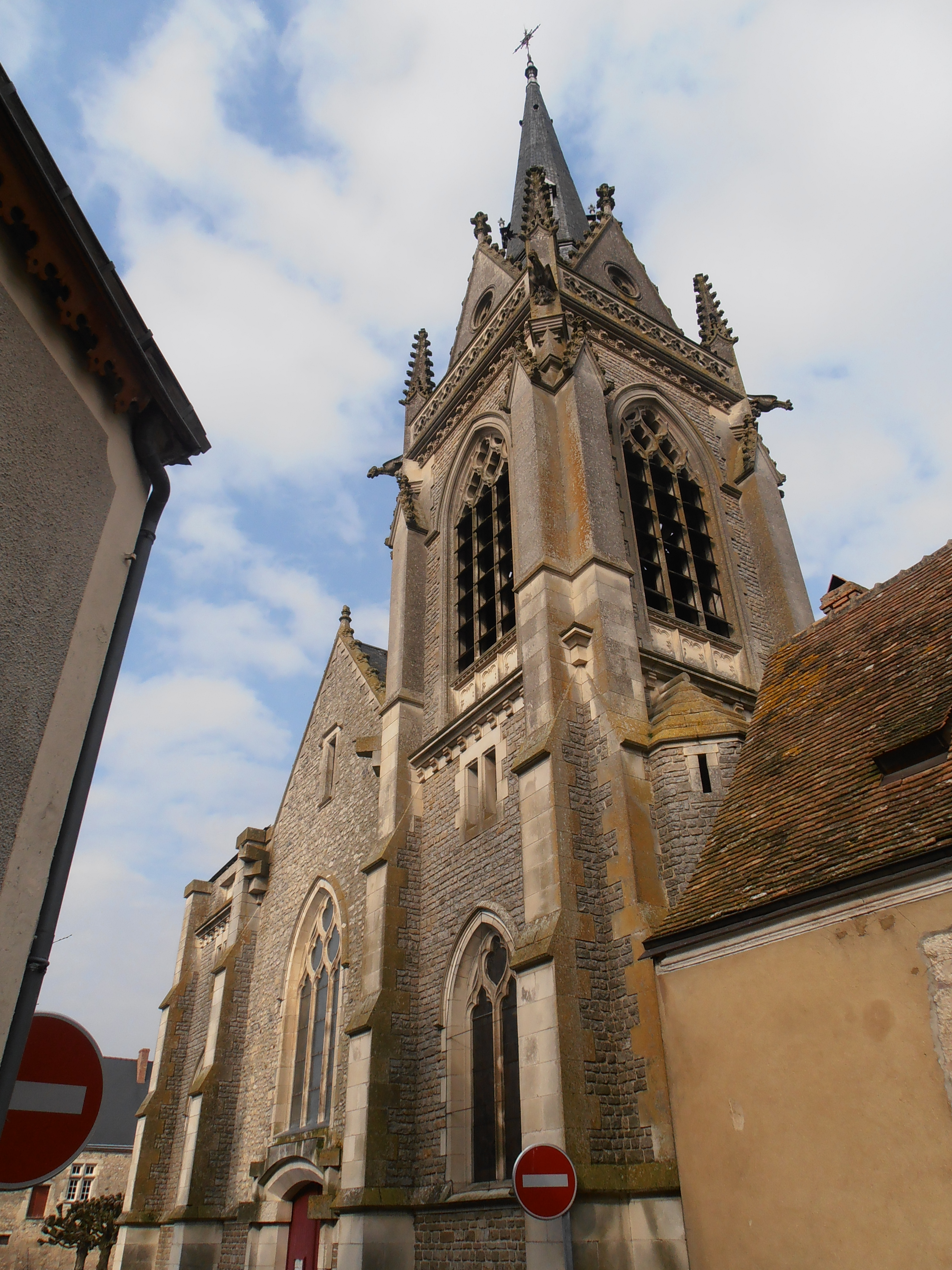
Pfarrkirche Saint-Martin
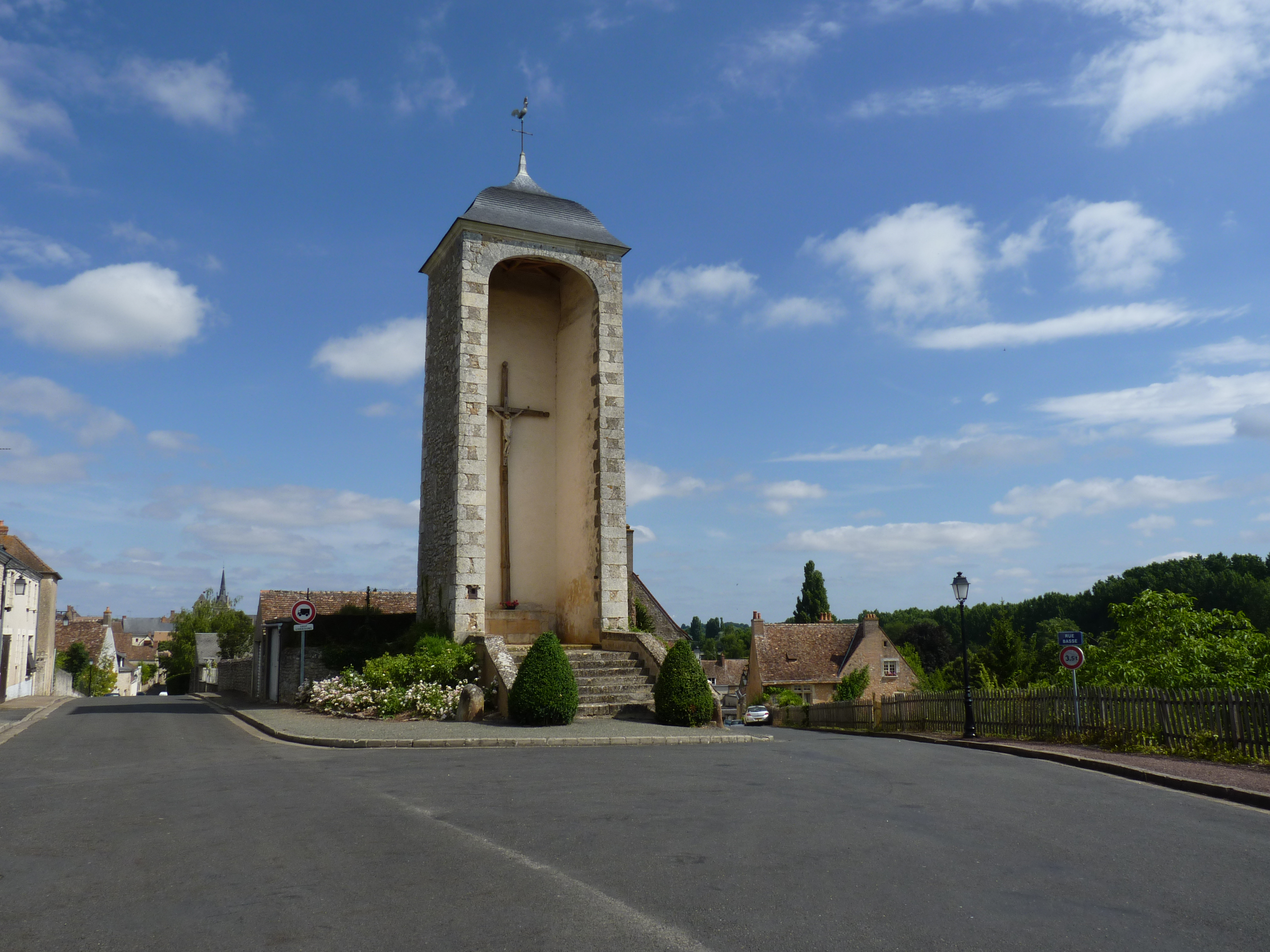
Calvaire
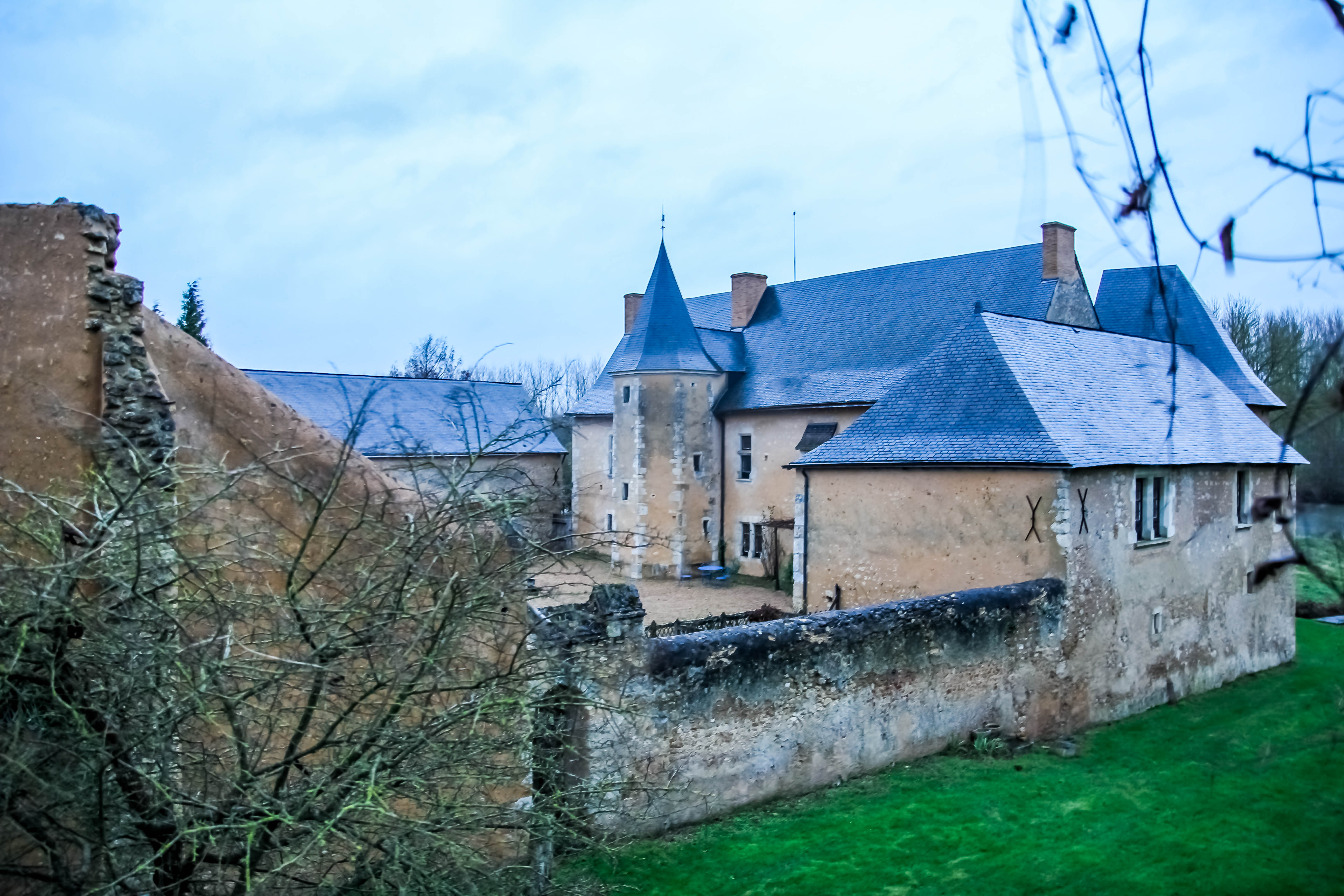
Herrenhaus Rousson
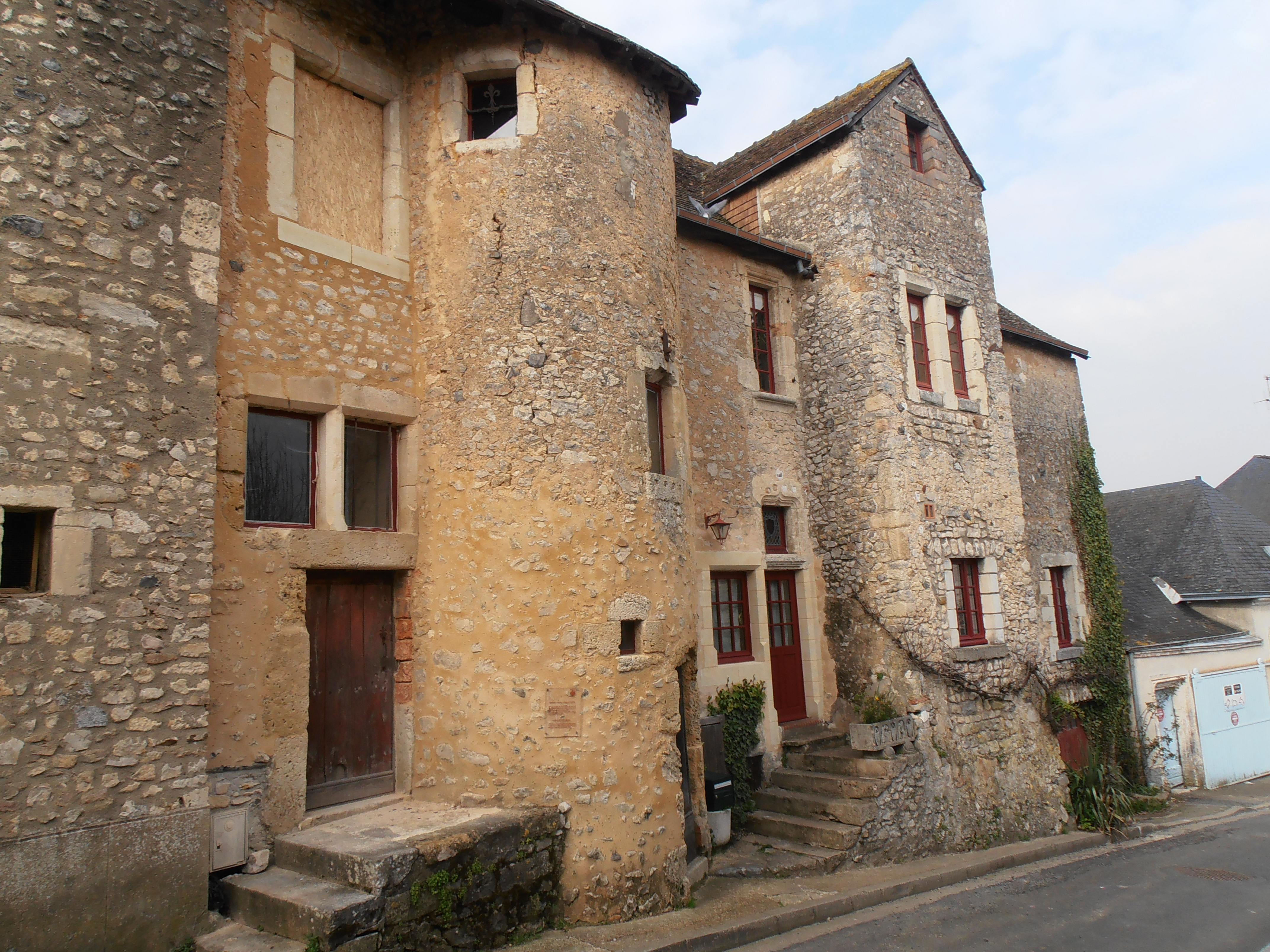
Maison Pérottin
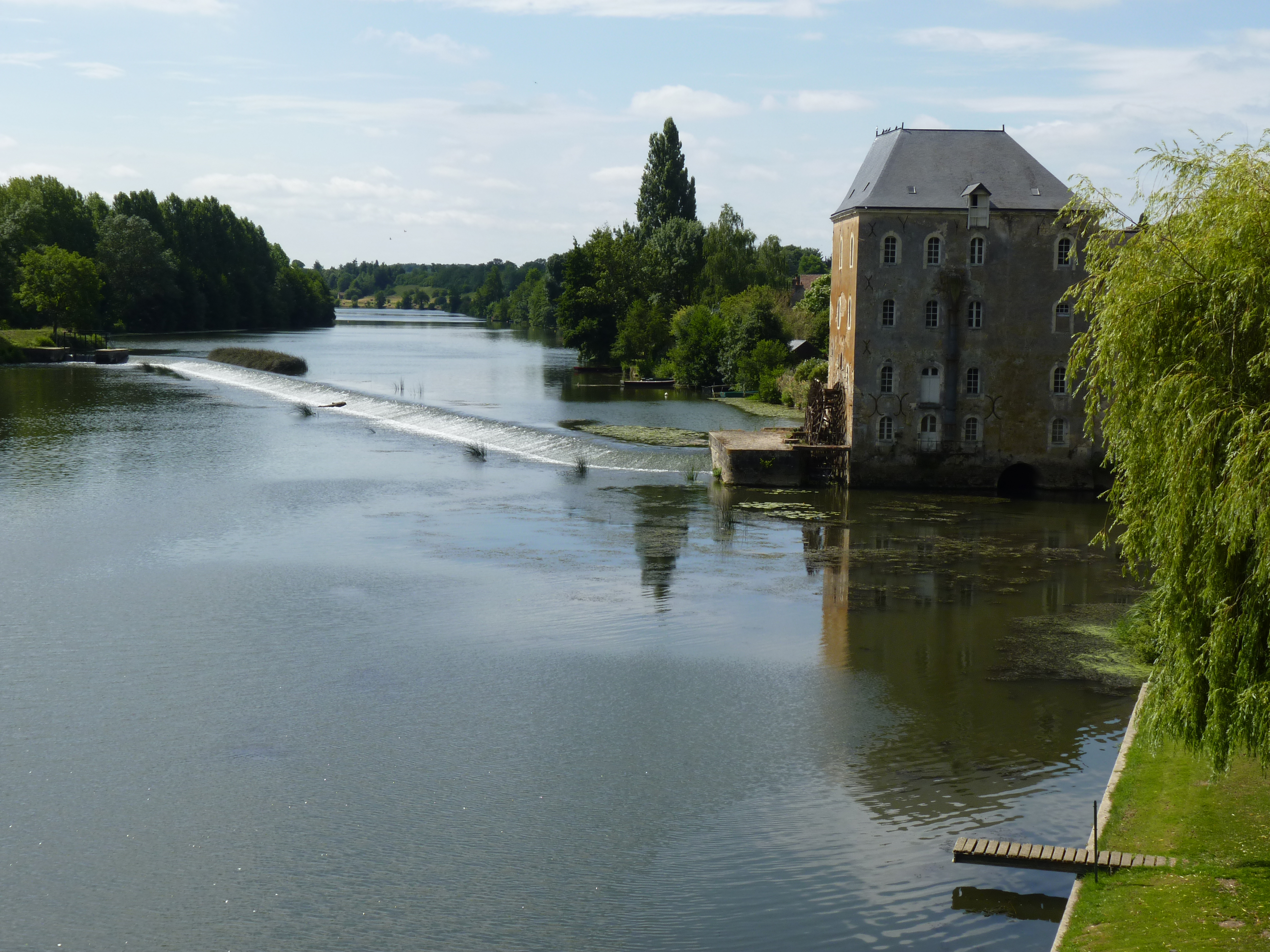
Wassermühle

## Persönlichkeiten
- Jacques-François Barrin, Marquis de la Galissonnière (* 1667), Herr von Parcé, Le Bailleul, Saint-Aubin, La Guerche und Pescheseul
- Der Erfinder Claude Chappe (1763–1805) wohnte gegen Ende des 18. Jahrhunderts in Parcé und machte hier seine ersten Versuche mit dem optischen Telegraphen
- Marcel Pagnol (1895–1974),  französischer Schriftsteller, Dramatiker und Regisseur, besaß von 1930 bis 1944 eine Mühle in Parcé-sur Sarthe, der von in Regie geführte Film Le Gendre de monsieur Poirier (1933) wurde teilweise in der Region gedreht.[1]